# Ali Vegas
Ali Vegas es un rapero underground de Jamaica, Queens, Nueva York. Es el primo de Lamar Odom, jugador de Los Angeles Lakers de la NBA. Actualmente firmó por el sello de Odom Rich Soil. Apodado en su barrio “The Prince of New York”, ha sacado dos singles con Sony Records, What Kinda Hose You Like y Theme of New York. Entre sus álbumes no oficiales y mixtapes se encuentran: Generation Gap (álbum no distribuido), Heir To The Throne (Mixtape), Rebirth of A Prince (Mixtape), Million Dollar Baby (Mixtape), The Best of Ali Vegas Volume 1 (Mixtape), Old Era Volume 1 1994-1996 (Mixtape). También ha aparecido en la banda sonora de “In Too Deep”.